# Siikainen
Siikainen (Sueco: Siikais) es un municipio de Finlandia.
Se localiza en la antigua provincia de Finlandia Occidental y es parte de la región de Satakunta. El municipio cuenta con una población de 1.562 habitantes (30 de junio de 2015) y cubre una área de 491.34 km², de los cuales 28.10 km² es agua (2011-01-01). La densidad de población es de 3 habitantes por km² (30 de junio de 2015). El director municipal de Siikainen es Päivi Rantanen.
El municipio es monolingüe y su idioma oficial es el finés.